# Фарлати, Даниэле

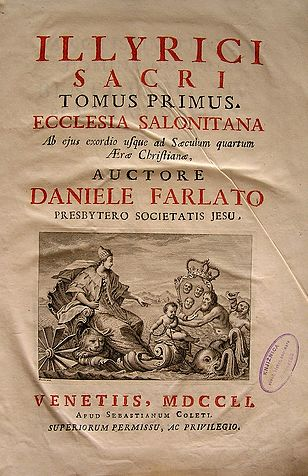
Illyricum Sacrum, том I

Даниэле (Даниил) Фарлати (итал. Daniele Farlati ; 22 февраля 1690, Сан-Даниеле-дель-Фриули (ныне в регионе Фриули-Венеция-Джулия, в провинции Удине, Италия) — 25 апреля 1773 , Падуя) — итальянский историк христианства и католической церкви, иезуит.

## Биография
Образование получил в Гориции. В 1707 году вступил в Общество Иисуса в Болонье. До 1713 года изучал философию и теологию в университете Болоньи, затем до 1718 года — в университете Падуи.
В течение пяти лет был учителем классики в иезуитском колледже в Падуе, затем отправился в Рим, где продолжил изучать теологию. В 1722 году был рукоположен в священники.
В 1722 году отправлен в Падую, чтобы помогать историку Филиппо Ричепути в составлении истории иллирийской церкви и церковной истории Балкан. Двадцать лет провёл над приведением в порядок богатых материалов, собранных Ф. Ричепути, по смерти которого в 1742 году сам взялся за продолжение его дела и с этою целью предпринимал путешествия, собирая повсюду материалы. В 1751 году опубликовал в Венеции первый том сочинения Illyricum sacrum, который содержит церковную и светскую историю Далмации и её городов до 316 года.
Результатом его трудов были 4 части «Illyricum Sacrum», издание которого после его смерти продолжал Колети. Кроме того, он написал: «De artis criticae inscitia antiquitati objecta» (Венеция, 1777). Работы Д. Фарлати играют важную роль для истории южнославянских народов, особенно хорватов, особую ценность придают богатые оригинальные материалы, опубликованные в его трудах.
Биография Д. Фарлати была напечатана в V томе «Illyricum sacrum».